# Charles Louis du Couëdic
Charles Louis du Couëdic de Kergoualer, né le 17 juillet 1740 au château de Kerguélénen, paroisse de Pouldergat près de Douarnenez en Bretagne et mort le 7 janvier 1780 à Brest des suites de ses blessures, est un officier de marine français du XVIIIe siècle. Engagé jeune dans la Marine royale au début de la guerre de Sept Ans, il participe à la défense de Louisbourg en Nouvelle-France, en 1757 et à la bataille des Cardinaux. En 1763, la paix revenue avec la signature du Traité de Paris, il s'engage comme volontaire dans une expédition à destination des Indes, puis en 1773 dans une seconde expédition, commandée par Yves de Kerguelen.
Il est célèbre pour le combat acharné qu'il livre, le 6 octobre 1779, à bord de la frégate La Surveillante contre la frégate anglaise HMS Quebec pendant la guerre d'indépendance des États-Unis.

## Biographie

### Origines et famille
Charles Louis du Couëdic appartient à la famille du Couëdic, une famille de la noblesse bretonne d’ancienne extraction dont la filiation directe est établie jusqu’en 1370, la même famille qui a été fortement compromise dans l'Affaire Pontcallec. Les fiefs qu’elle possédait jusqu'à la Révolution relevaient directement de la Couronne de France et s’étendaient sur le Finistère et le Morbihan d’aujourd’hui. Elle est maintenue noble par un arrêt de 1669.
Son père est officier d’infanterie et termine sa carrière comme lieutenant du ban et arrière-ban du Parlement de Bretagne, et sa mère est Marguerite Ansker de Kerscao. Le couple se marie le 21 mai 1731, de cette union naissent six enfants, dont :
- Thomas Louis du Couëdic de Kergoaler, son frère aîné, grand maître des Eaux et Forêts de Bretagne en 1750.

### Carrière dans la marine royale

#### Jeunesse et débuts pendant la guerre de Sept Ans
Charles Louis du Couëdic étudie chez les Jésuites à Quimper où il a pour condisciple La Tour d’Auvergne. En 1756, la France entre en guerre contre l'Angleterre. C'est à cette date que Couëdic, alors âgé de 16 ans, entre dans la Marine royale. Il embarque sur Le Diadème, dans l’escadre commandée par Monsieur de Beauffremont sur Le Tonnant, avec qui il fait route vers Saint-Domingue. Il connait son baptême du feu le 18 mars 1757, lors de la capture du vaisseau de HMS Greenwich, de 50 canons.

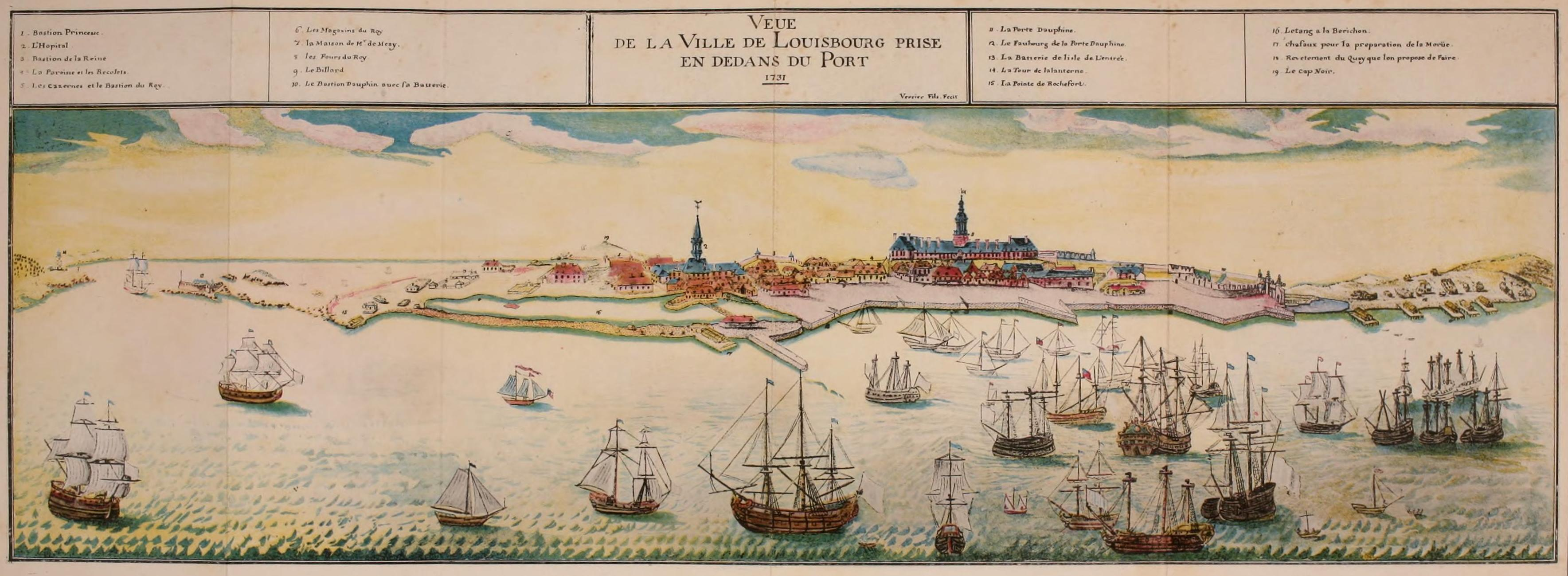
Vue de Louisbourg. En 1757, Dubois de La Motte concentre une importante escadre à Louisbourg, ce qui sauve la ville d'un débarquement anglais.

Après cette victoire, l'escadre française fait voile vers la Nouvelle-France où le marquis de Montcalm a débarqué deux ans plus tôt, en 1756. La flotte se porte au secours de Louisbourg, établissement français de l’île Royale qui, en raison de sa position stratégique à l'entrée du Saint-Laurent, était convoité par les Anglais. Le 30 mai 1757, les vaisseaux de Bauffremont rejoignent une flotte plus importante placée sous le commandement de Dubois de La Motte. Les Français préparent les défenses de la ville et leur nombre suffit à dissuader la flotte anglaise, basée à Halifax, d'attaquer la citadelle française. Cependant, le 30 octobre 1757, une épidémie de typhus contraint la flotte française à rentrer à Brest. Les vaisseaux touchent terre le 23 novembre et le débarquement des malades provoque une épidémie dans toute la région.

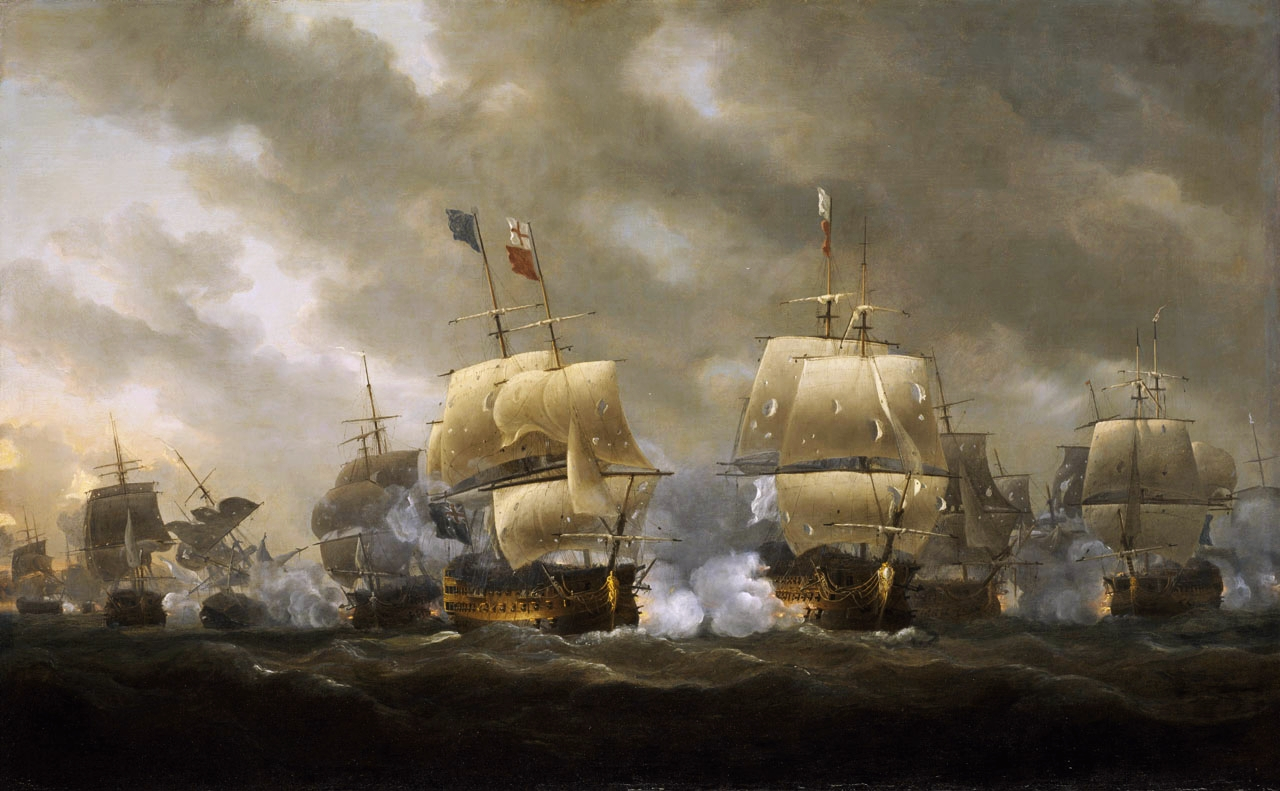
La Bataille de la baie de Quiberon, Nicholas Pocock, 1812. National Maritime Museum

En 1758, Du Couëdic embarque sur la frégate La Thétis, alors que la peste jaune ravage Lorient et Brest. L'année suivante il embarque sur le Robuste, commandé par Fragnier de Vienne, et participe à la bataille des Cardinaux le 20 novembre 1759. Le combat se termine sans vainqueur et Le Robuste, chassé par plusieurs vaisseaux anglais, se réfugie dans l’embouchure de la Vilaine.
Sous blocus anglais, le vaisseau reste bloqué dans la Vilaine jusqu'au 28 novembre 1761, date à laquelle il réussit à s'échapper pendant un orage en compagnie de l'Éveillé.
En 1761, il connaît sa première défaite. Il sert sur La Vestale depuis quelques mois lorsque, au cours d'un combat contre le vaisseau anglais HMS Unicorn son commandant, Monsieur de Boisberthelot est tué ; le commandement revient à ses officiers qui, malgré une défense obstinée, sont obligés d’amener le pavillon. La frégate prise par les Anglais, il passera quatre mois enchaîné sur un ponton. Il est libéré par échange de prisonniers à Saint-Malo la veille de ses 21 ans.
En 1763, la désastreuse paix de Paris met un terme à la Guerre de Sept Ans en privant la France de ses possessions sur le continent américain et laisse les officiers de La Royale sans emploi. Charles-Louis du Coëdic sert alors comme sous-brigadier sur Le Petit Mars qui croise dans les Antilles. Au retour de ces campagnes, le bâtiment est pris dans une violente tempête le 8 mars 1764, qui emporte Le Petit Mars sur les côtes des Asturies, en Espagne. Les trois quarts de l’équipage meurent noyés et, seul officier rescapé, du Couëdic échappe miraculeusement à la mort.
Il rentre en France où il apprend sa promotion au grade d'enseigne de vaisseau et se porte volontaire pour être envoyé aux Indes, où bon nombre d'officiers généraux de l'époque refusent de se rendre.

#### Les expéditions d'exploration (1767 - 1773)

##### Expédition aux Indes
C'est lors de cette campagne que Charles-Louis du Couëdic va s'illustrer. Il connaît en moins de huit ans l’émerveillement de l’exploration, l’appréhension de la découverte, le fracas des combats et l’exemple dans le commandement. Il se comporte remarquablement en 1767 alors que les flottes anglaises et françaises, censées être en paix, doivent constamment défendre leurs navires marchands. La Compagnie des Indes est alors pour la France un enjeu de commerce et de domination déterminant. Le port de Lorient est une possession de la Compagnie et les navires de commerce y sont très nombreux à mouiller parmi les bâtiments militaires.
Il embarque sous les ordres du commandant Géron de Grenier à bord de la corvette L’Heure du Berger qui appareille de Brest et fait route vers le Cap de Bonne-Espérance. Sa mission est de gagner l’Isle de France (de nos jours l'île Maurice) et de servir d'escorte aux navires qui gagnent les établissements français de l'Inde. Grenier a d’autres ambitions et convainc le Roi qu’une nouvelle route pour les Indes est possible et qu’il faut l’essayer.
Pendant ses campagnes, Géron de Grenier organise plusieurs expéditions pour explorer les îles Seychelles alors mal connues et Madagascar, convoitée alors par les Hollandais, les Anglais et la France. Les officiers de L’Heure du Berger débarquent à Madagascar le 13 décembre 1768, du Couëdic participe aux prises de contact avec les habitants de l'île. Le 14 juin suivant, il débarque aux Seychelles.
À partir de ce moment, Géron de Grenier va céder son commandement à Couëdic, premier lieutenant, durant les quatorze mois qui restent de campagne puis les quatre mois nécessaires pour ramener la corvette à Brest. En tout, la campagne aura duré deux ans sous l’autorité de Grenier et dix-huit mois avec du Couëdic comme commandant.
Âgé de 31 ans, il accède alors, le 1er janvier 1773, au prestigieux corps de la Compagnie des Gardes de la Marine.

##### L'expédition de Kerguelen
Charles-Louis ne va pas tarder à reprendre la mer après avoir rencontré Yves de Kerguelen. L’explorateur prépare une deuxième expédition pour confirmer sa découverte des îles de la Désolation, qui porteront son nom. Il fait appel à du Couëdic en raison de sa réputation.
L’équipage embarque avec du matériel d’exploration, et notamment une montre de Berthoud qui permet de connaître précisément sa position par la longitude. Couëdic embarque le 1er mars 1773 à bord du Roland pour un voyage d’exploration des terres australes.
Durant ce second voyage, Kerguelen ne sait mettre en place la cohésion de son équipage ni l’unité d’action avec l'Oiseau, la frégate qui l’accompagne. Pendant le voyage, Couëdic chute et se blesse pendant une tempête à False Bay, en passant le cap de Bonne-Espérance et doit soigner à ses frais ses blessures à l'Isle de France où il est débarqué le 8 octobre 1773, et rate donc le débarquement aux Kerguelen.

#### Guerre d'indépendance des États-Unis
Une fois rétabli, du Couëdic rentre en Bretagne. Il sert sur la corvette L'Écureuil dans l’escadre du comte du Chaffaut et est promu au grade de lieutenant de vaisseau.
Il est chargé de veiller à la construction de deux frégates, ce qui lui permet de rester à terre entre février 1777 à mai 1778. Le 8 décembre 1777, du Couëdic est fait Chevalier de l'ordre royal et militaire de Saint-Louis. Chef de brigade des gardes de la Marine en 1778, il est prêt à commander un bâtiment, d'autant plus qu'il s'est assuré la sympathie du ministre de la Marine, de Sartine.

#### Le combat de la frégate laSurveillantecontre le HMSQuebec, le 6 octobre 1779

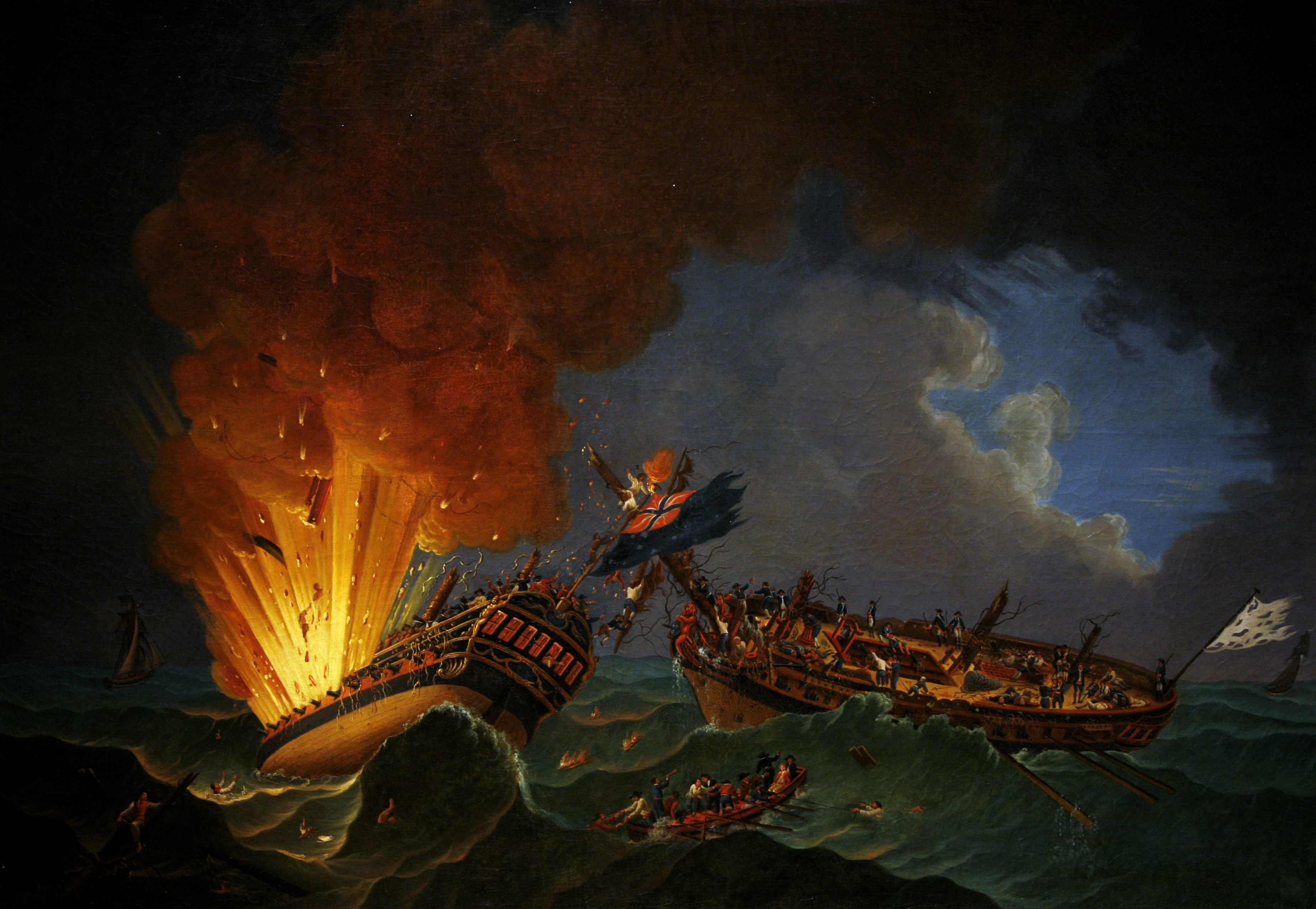
Le combat de la frégate La Surveillante contre le HMS Quebec, le 6 octobre 1779, par Auguste-Louis Rossel de Cercy (Musée national de la Marine)

Il était lieutenant de vaisseau et commandait avec trois de ses neveux la frégate La Surveillante, lorsque, le 6 octobre 1779, il rencontre à la hauteur d'Ouessant le HMS Quebec, une frégate britannique, commandée par le capitaine George Farmer qui avait parié qu'aucune frégate française ne pourrait lui résister. La Surveillante est armée de 32 canons et Le Québec est de même force. Le combat est extraordinairement vif et sanglant entre ces deux marins, également jaloux de défendre l'honneur de leur pavillon. Tous deux déploient un courage indomptable. Le combat dure trois heures et demie. Agathon Marie René de la Bintinaye, son lieutenant, tente vainement l'abordage. Le Quebec saute avec son capitaine, qui ne voulut pas quitter le bâtiment que lui avait confié son souverain. La Surveillante, totalement désemparée, rasée comme un ponton est remorquée par son aviso, L'Expédition, qui avait également pris part au combat sous le commandement du jeune chevalier Alexandre-Amable de Roquefeuil qui réussit avec difficultés à lui faire rejoindre Brest avec 43 prisonniers anglais. La frégate rapportait son commandant grièvement blessé (deux balles dans la tête, une dans le ventre et un bras fracassé: du Couëdic avait refusé de quitter sa passerelle en disant : « Laissez donc, il y a deux heures que je suis mort ! »). Louis XVI, en considération des blessures que du Couëdic avait reçues, et de la conduite pleine de valeur et d'intrépidité qu'il avait tenue dans cette affaire, l'élève le 20 octobre au grade de capitaine de vaisseau. Mais ce marin ne jouit pas longtemps de sa gloire et des récompenses de son souverain : il meurt de ses blessures peu de jours après. Le roi accorde à sa veuve une pension de 2 000 livres, réversible par égales portions à ses trois enfants, et à chacun de ceux-ci une pension de 500 livres pour en jouir dès le moment. En 1784, l'intendant de Bretagne est autorisé à faire exécuter et poser un écusson aux armes de du Couëdic sur le monument élevé à Brest sur son tombeau, aux frais du roi.

## Honneurs et postérité

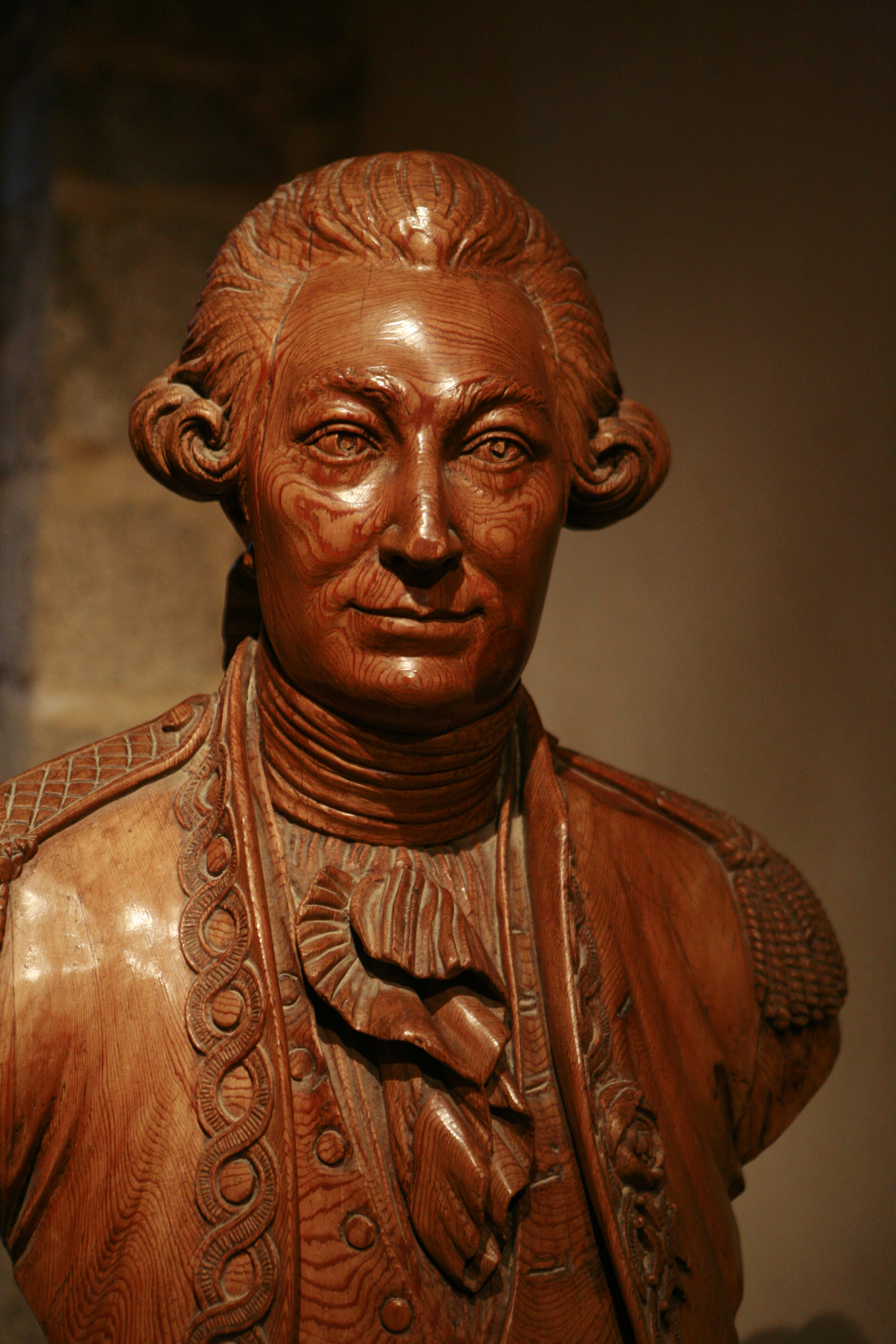
Du Couëdic, statue par l'atelier de l'arsenal de Brest (Musée national de la Marine, Brest)

Ce tombeau lui fut élevé dans l'église Saint-Louis de Brest (l'élévation géométrale date de 1780 et est due à Jean-Nicolas Trouille). On y voyait les armes de la famille surmontées d'une couronne de comte à neuf perles, la palme du courage offerte par la ville de Saint-Malo, et la croix de l'Ordre de Saint-Louis. Le monument de forme pyramidale était surmonté d'une cassolette et soutenu par un socle en forme de tête de mort entourée de feuilles et de feuillages. On pouvait lire cette phrase extraordinaire : « Jeunes élèves de la Marine admirez et imitez l'exemple du Brave du Couëdic, lieutenant en Premier des Gardes de la Marine. »
Son nom fut donné à un bâtiment et à des rues comme à Nantes et à Brest, ou à Rennes le passage du Couëdic.
Son nom a été donné par l'explorateur français Nicolas Baudin à un cap de l'île Kangourou : le cap de Couedic. En 1864, la rue Du Couédic prend son nom à Paris. Une rue Du Couëdic existe également à Brest.
Un tableau de cinq pieds de longueur et trois et demi de hauteur, appartenant au roi et faisant partie de la collection des dix-huit combats de mer, a été peint par le chevalier (futur marquis) Rossel de Cercy, ancien capitaine de vaisseau, Chevalier de Saint-Louis.

## Mariage et descendance
Le 19 août 1771, il épouse sa cousine lointaine Marie-Anne du Couëdic de Kerbleizec.  La Compagnie des Indes créa leur service à déjeuner armorié à leurs armes.  Une assiette fait partie de la collection du Musée de la Compagnie des Indes de Lorient (Morbihan, Bretagne).
- Marie-Louise, née 1772
- Marie-Jeanne, née en 1775.
- Charles-Louis, né en octobre 1777, il se distinguera comme capitaine de Dragons dans la Grande Armée.